# 坂本神社 (南国市)
坂本神社（さかもとじんじゃ）は、高知県南国市にある史跡で、坂本龍馬とその先祖を祭る墓所として知られる。

## 概要
坂本龍馬の先祖は、清和源氏土岐氏の流れをくむ明智氏であるといわれ、近江から四国へ渡った際に、現在の南国市才谷に居を構えたと伝わる。後年、高知城下で今でいう質屋を開業するが、屋号は先祖の出身地である才谷の地名をとり、才谷屋としている。そして、龍馬はこうしたいきさつを踏まえたこともあり、自身の変名を才谷梅太郎とした。この坂本神社の敷地内には、坂本家先祖の墓所を示す石碑および、龍馬の銅像と公園が整備されている。

## 主な墓所
- 坂本太郎五郎（初代当主）
- 坂本彦三郎（2代当主）
- 坂本太郎左衛門（3代当主）